# Kanal (solsystemet)
 For alternative betydninger, se Kanal (flertydig). (Se også artikler, som begynder med Kanal)
Kanal (latin: rima) er betegnelsen for en landskabsform, der forekommer på legemer i solsystemet. Månen, der er grundigt kortlagt, er et af de steder, hvor man kender mange kanaler, der kan have bredder på flere kilometer og længder på flere hundreder af kilometer. Ud over på Månen kender man også kanaler fra Mars, Venus og andre måner.